# Andrena vicina
Espèce
Andrena vicina est une espèce d'abeilles sauvages de la famille des Andrenidae présente au sud du Canada et au Nord des États-Unis.